# 布达拉宫无字碑

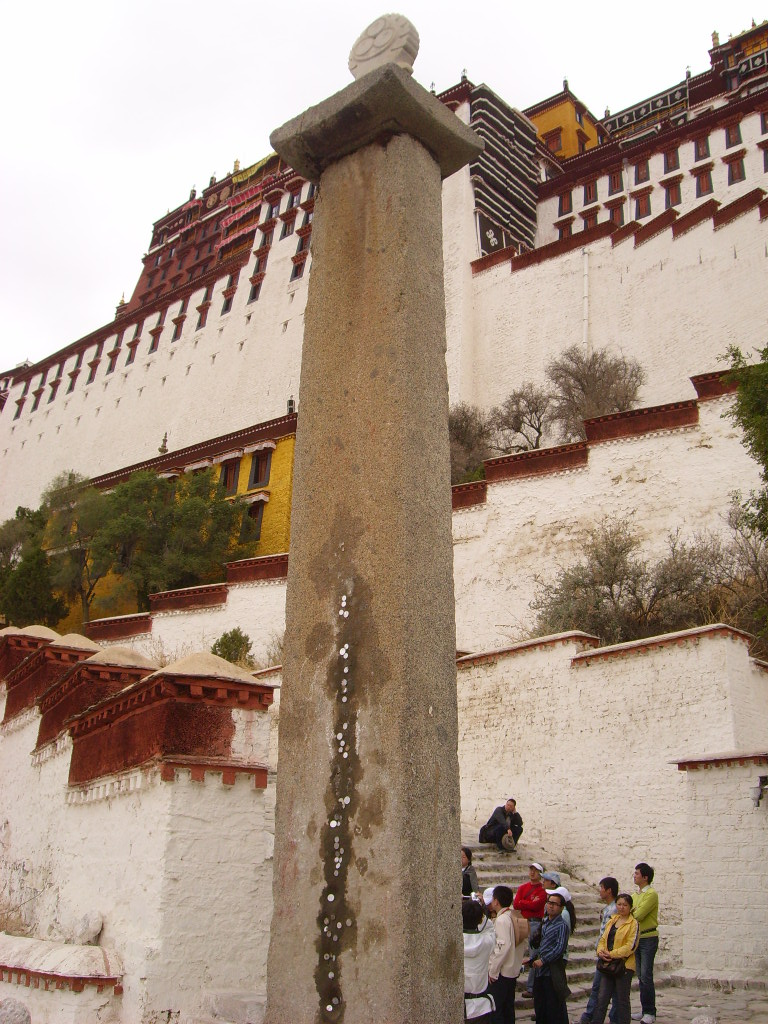
布达拉宫无字碑

布达拉宫无字碑是拉萨市布达拉宫的一座无字碑。

## 简介
该碑是为纪念布达拉宫红宫落成而立。1690年（藏历铁马年）红宫动工。1693年（藏历水鸡年），红宫完工；同年藏历四月二十日红宫举行了隆重的落成典礼，并在宫前立无字石碑一座以示纪念。该碑称为“内碑”，藏语为“多仁囊玛”（藏語：རྡོ་རིངས་ནང་མ་，威利转写：rdo-rings-nang-ma），宫外的恩兰·达札路恭纪功碑则被称为“外碑”。该碑形制与恩兰·达札路恭纪功碑类似。